# Aphaenogaster festae
Aphaenogaster festae é uma espécie de inseto do gênero Aphaenogaster, pertencente à família Formicidae.